# Licuala pumila
Licuala pumila är en enhjärtbladig växtart som beskrevs av Carl Ludwig von Blume. Licuala pumila ingår i släktet Licuala och familjen Arecaceae.
Artens utbredningsområde är Java. Inga underarter finns listade i Catalogue of Life.